# Leela Chess Zero
Leela Chess Zero és un motor d'escacs gratuït i de codi obert i un projecte de computació distribuïda. El desenvolupament ha estat encapçalat pel programador Gary Linscott, que també és desenvolupador del motor d'escacs Stockfish. Leela Chess Zero va ser adaptada del motor de go Leela Zero, que al seu torn es va basar en el projecte AlphaGo Zero de Google, també per verificar els mètodes en el paper d'AlphaZero aplicats al joc d'escacs.
Igual que Leela Zero i AlphaGo Zero, Leela Chess Zero va començar coneixent només les regles bàsiques i res més. Leela Chess Zero és entrenada per una xarxa de computació distribuïda coordinada al lloc web Leela Chess Zero. El novembre del 2019, Lc0 havia superat les 250 milions de partides d'escacs jugades contra si mateixa per entrenar-se.

## Història
El projecte Leela Chess Zero es va anunciar per primera vegada a TalkChess.com el 9 de gener de 2018. En els primers mesos d'entrenament, Leela Chess Zero ja havia aconseguit el nivell de Gran Mestre, superant la força dels primers llançaments de Rybka, Stockfish i Komodo, malgrat utilitzar una cerca MCTS que verifica diversos ordres de magnitud menys posicions.

## Resultats en competicions
L'abril de 2018, Leela Chess Zero es va convertir en el primer motor de xarxa neuronal a participar al Top Chess Engine Championship, durant la temporada 12 a la divisió més baixa, 4. Leela no va tenir un bon acompliment: en 28 jocs, en va guanyar un, en va empatar dos i va perdre la resta; la seva única victòria va venir d'una posició en què el seu oponent, Scorpio 2.82, es va penjar no podent continuar el joc. El juliol del 2018, Leela va competir al Campionat Mundial d'Escacs Informàtic 2018, on va ocupar el setè lloc entre vuit competidors. Leela va tornar a participar en la temporada 13 del Campionat Top Chess Engine a la divisió 4 (la divisió més baixa). Va acabar primer en aquesta divisió amb un registre de 14 victòries, 12 empats i 2 derrotes. Leela va passar a la divisió 3 on va empatar en segon lloc amb Arasan, però sense aconseguir passar a la ronda següent (En cas d'empats, les trobades directes entre els motors empatats decideixen la promoció). El seu registre a la divisió 3 va ser de 7 victòries, 18 empats i 3 derrotes.
Leela Chess Zero va guanyar recentment el campionat d'ordinadors més fort del món (TCEC 15), després de disputar la Superfinal contra el programa Stockfish, considerat fins ara el millor del planeta. Al següent campionat (TCEC 16) no va poder assolir la final, després de quedar tercera a un punt d'Stockfish i a mig punt d'AllieStein. Lc0 va aconseguir completar la ronda de classificació sense cap derrota, però amb molt poques victòries (9) i molts empats, per les 14 victòries que van aconseguir els dos mòduls que van disputar la Superfinal.